# 比爾基卡拉
比爾基卡拉是馬爾他的市镇，位於馬耳他島中部。市镇面積为2.7平方公里，海拔高度40米，2019年人口数量为24,356人，居民主要信奉羅馬天主教。

## 地理
比尔基卡拉位于山谷中，其名字很可能与此有关，单词意为“冷水”或“流水”。该地在暴雨时会涨水。

## 外部連結
- 官方网站  （马耳他文） （英文）
- Birkirkara Football Club （页面存档备份，存于） （英文）